# Idaea ellisca
Idaea ellisca är en fjärilsart som beskrevs av William Schaus 1901. Idaea ellisca ingår i släktet Idaea och familjen mätare. Inga underarter finns listade i Catalogue of Life.